# Santo Spirito (Florenz)

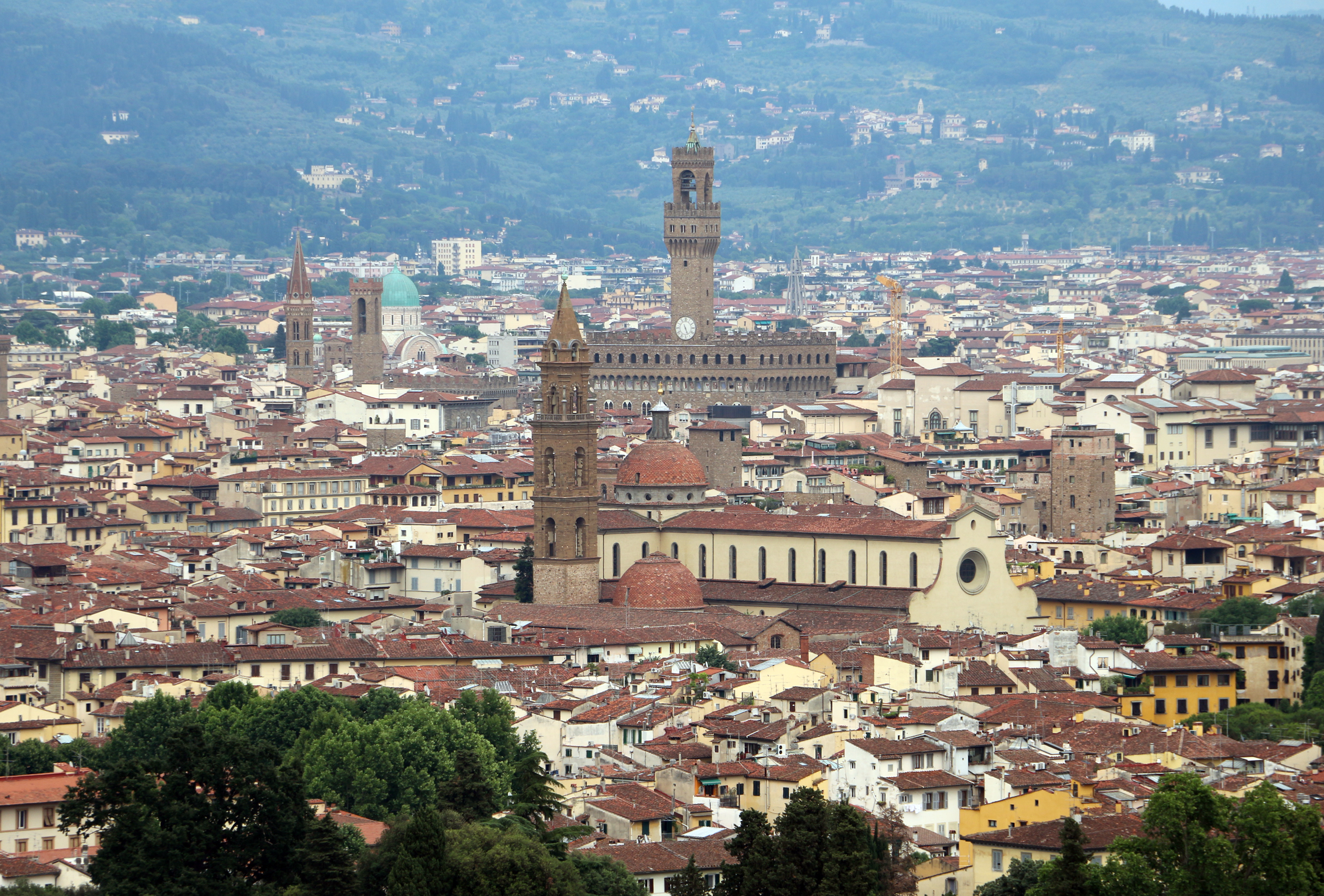

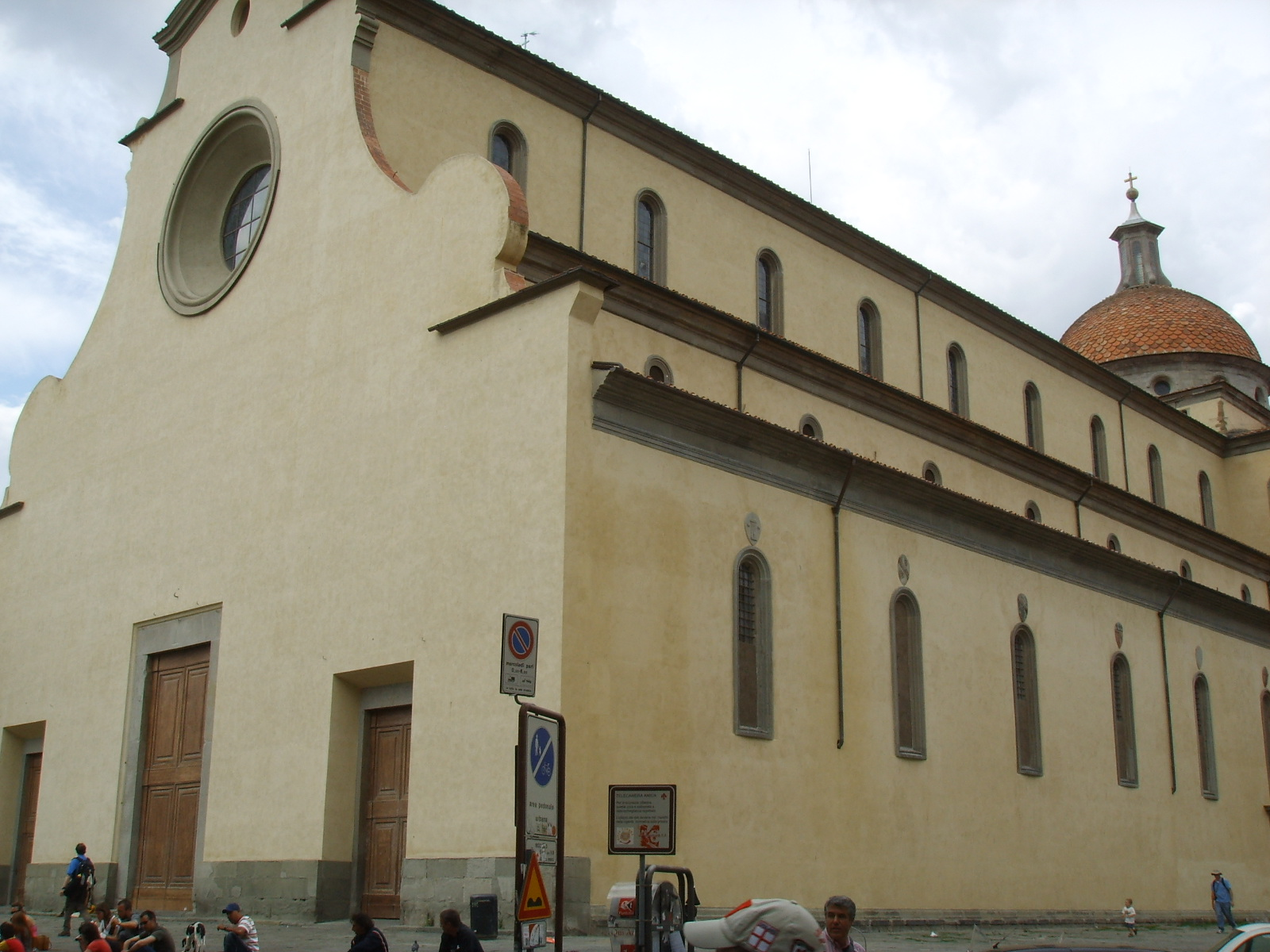
Santo Spirito

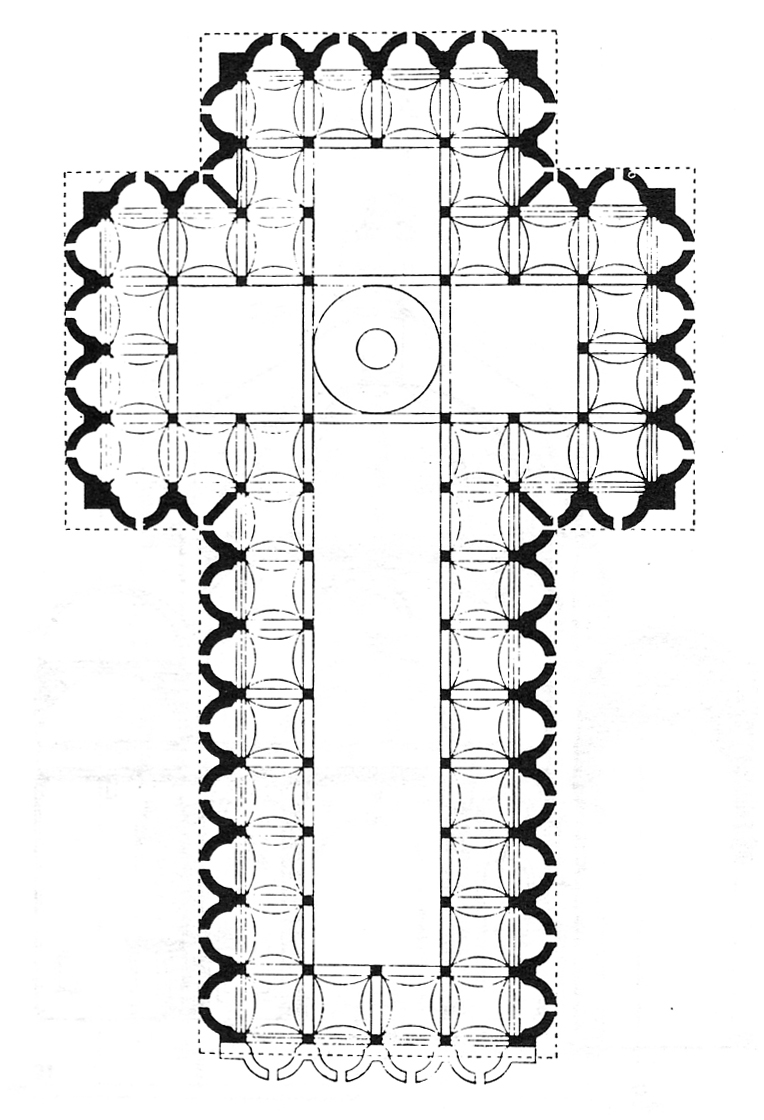
Grundriss

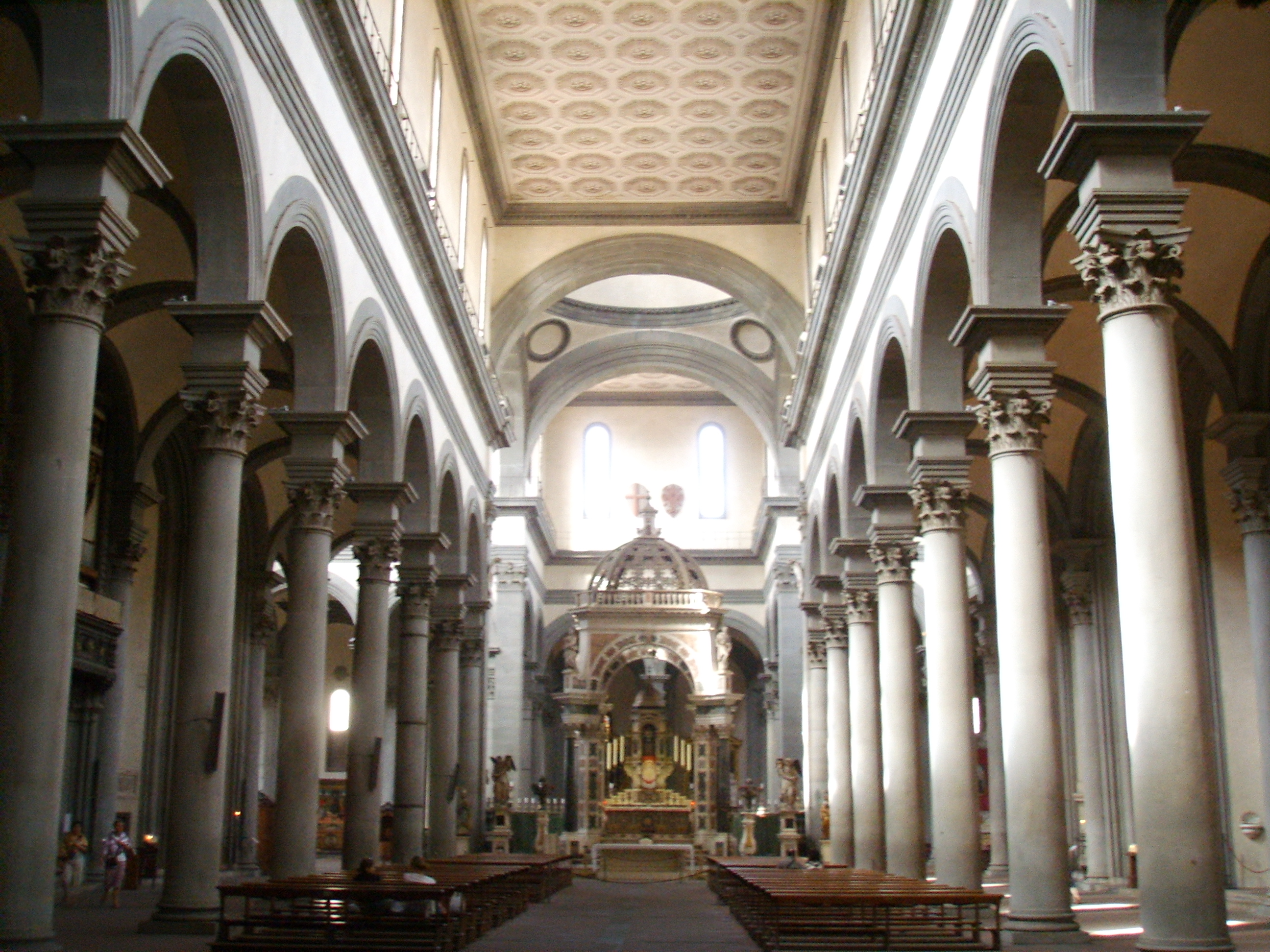
Langhaus

Santo Spirito (La basilica di Santa Maria del Santo Spirito) ist eine Renaissance-Kirche mit Augustinerkloster im Stadtteil Oltrarno in Florenz und trägt den Titel einer Basilica minor.

## Baugeschichte
Dem Bau lag eine Vorgängerkirche der Augustiner aus dem 13. Jahrhundert zu Grunde. Von diesen Bauten ist nur noch das Refektorium erhalten. Die zunehmende Bedeutung der Kirche am südlichen Arnoufer zeigte sich auch mit dem Bau der Ponte Santa Trinita. 1428–1430 bekam Filippo Brunelleschi (1377–1446) den Auftrag zur Neugestaltung der Kirche.
Nach mehreren Gestaltungsentwürfen wurde der Bau zunächst 1444 am Querschiff begonnen. Nach dem Tod Brunelleschis 1446 wurden die Bauarbeiten durch Antonio Manetti Ciaccheri, Giovanni di Gaiole und Salvi d’Andrea weitergeführt. 1482 wurde die Kirche fertiggestellt.

## Der Baukörper
Die Anlage bildet keinen Zentralraum, wie es den Renaissance-Vorstellungen entsprochen hätte, weil der Vorgängerbau die Form eines lateinischen Kreuzes vorgegeben hatte. Die Kirchenfront lässt bereits den basilikalen Aufbau der Kirche erkennen und ist durch drei Eingangsportale gegliedert. Die Fassade ist schlicht aus Rohbausteinquadern mit einem weiß-beigefarbenen Putz.
Die dreischiffige Basilika ist als Längsbau ausgeführt. Sie erstreckt sich über 8 Joche und wird von einem ebenso dreischiffigen Querhaus durchdrungen. Über der Vierung befindet sich eine Hängekuppel mit 12 Okuli und einem Opaion/Auge im Zenit.  Die bescheidene Fassade lässt kaum vermuten, dass sich innen einer der reinsten Renaissance-Räume von Florenz befindet.
Der Innenraum zeichnet sich durch Ebenmaß, Einklang und Harmonie der Architektur aus, die kein Zentrum bildet, sondern in einer rhythmischen Wiederholung desselben Moduls fortläuft. Brunelleschi setzte die Farben und Lichtverhältnisse bewusst  ein, um eine spezifische Raumwirkung zu erreichen.
Der Architekt hat die dreischiffige Basilika mit insgesamt 35 korinthischen Säulen gegliedert, die bis in die Vierung und die Apsis reichen. Die Kapitelle und die Bogenrippen sind aus Sandstein, die Wandfläche ist weiß, wodurch ein angenehmer und edel wirkender Farbkontrast entsteht. Die Fenster sind gerahmt durch Ädikulen, der Obergaden ist mit Rundbogenfenstern durchbrochen. Mittelschiff und Querschiff weisen eine kassettierte Flachdecke (Kassettendecke) auf, im Seitenschiff finden wir ein Tonnengewölbe.
Die Kirche besitzt 38 Seitenkapellen, in denen sich Werke von Donatello, Ghirlandaio und Sansovino befinden. Interessant ist der Ort auch deswegen, weil hier der junge Michelangelo in den unteren Räumen bei Kerzenlicht heimlich die Anatomie des Menschen studiert hatte, indem er Leichen sezierte, was offiziell nicht erlaubt war. Hier wird auch sein als frühstes Meisterwerk angesehenes Kruzifix ausgestellt.

## Sakristei
Die Sakristei wurde 1488 bis 1496 von Giuliano da Sangallo errichtet. Im Vestibül tragen mächtige Säulen eine schwere Tonne. Hier ist heute das Kruzifix des Michelangelo ausgestellt.

## Kloster
Kreuzgänge und Klosterbauten liegen an der Seite der Piazza. In dem aus dem 13. Jahrhundert stammenden Refektorium befindet sich das Museum Fondazione Romano nel Cenacolo di Santo Spirito mit dem stark beschädigten Kreuzigungsfresko Orcagnas und der Corsini-Kapelle. Die beiden Kreuzgänge stammen aus dem 16. und 17. Jahrhundert.